# Claude Perrault
Claude Perrault (París, 25 de septiembre de 1613 - ibíd., 9 de octubre de 1688) fue un célebre arquitecto, físico, mecánico, médico y naturalista francés, miembro de la Academia de Ciencias. Fue hermano del escritor Charles Perrault, autor de cuentos tan célebres como Caperucita roja, La Cenicienta o La bella durmiente.

## Obra

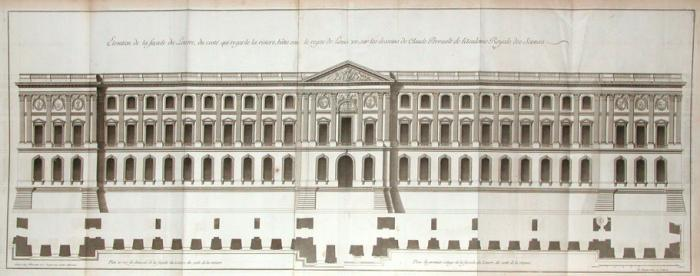
« Elevación de la fachada del Louvre, del lado que mira al río, levantado bajo el reino de Louis XIV, con diseño de Claude Perrault de la Academia Real de Ciencias »
Jean Mariette, grabado de la Architecture françoise ou recueil des maisons royalles, de quelques églises de Paris et de châteaux et maisons de plaisance de France bâties nouvellement (1783)..

### Obra arquitectónica

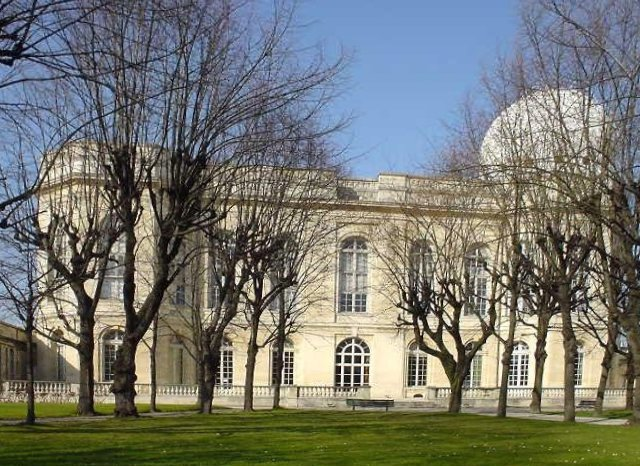
El observatorio de París, proyectado por Claude Perrault.

Sus obras arquitectónicas más notables son: columnata del Louvre; capilla de Nuestra Señora de Navona, en la iglesia de los Mínimos; traducción de los diez libros de arquitectura de Vitruvio al francés; disposición de las cinco especies de columnas, según el método de los antiguos. Entre 1673 y 1677 construyó para Colbert el castillo de Sceaux. El Observatorio de París también es obra suya.
De igual manera traduce de “De architectura libri decem” al francés. Les dix livres d¨architecture de Vitruve, corrigez et traduits nouvellement en Français, en 1673 (Los Diez libros de arquitectura de Vitruvio, corregidos y traducidos nuevamente al francés.)
El Castillo Sceaux y el Parque Sceaux están situados en Sceaux, en el departamento de Hauts-de-Seine (Francia). Claude Perrault, Le Brun, Le Nôtre... los artífices de esta espléndida mansión y de su parque, propiedad de Colbert, el célebre intendente de finanzas de Luis XIV, rivalizan entre sí por su prestigio. El castillo, destruido y posteriormente reconstruido en el siglo XIX, es hoy en día el Museo de Ile-de-France, una verdadera mina de informaciones sobre el domaine, las cerámicas, las residencias reales desaparecidas y sobre los paisajes de la región desde el siglo XVII.
La creación de la Real Academia de Arquitectura en 1671 tuvo por principal objetivo la elaboración de una doctrina global de arquitectura que permitiera explicar la eclosión de la arquitectura francesa bajo Luis XIV (reinado 1643-1715) y, sobre todo, preservar la línea general y su tradición. El debate doctrinal giraba en torno al texto de Vitruvio, Los diez libros de arquitectura, único tratado de arquitectura de la Antigüedad que perduraría hasta esa fecha pero que debía ser analizado más a fondo debido a los puntos oscuros y enigmáticos todavía sin resolver. Claude Perrault recibe el encargo de una nueva traducción del texto de Vitruvio, y un riguroso comentario del mismo “que reafirmó su prestigio intelectual” a partir de 1666 aproximadamente. Pero el resultado no corresponde en absoluto con lo esperado por la Academia.
“Sus teorías radicales que anunciaron el nacimiento del racionalismo francés y que formaron parte del entramado de ideas de la Ilustración europea”.

### Obra científica
En cuanto a sus obras científicas destacan: Ensayo de física y La Mecánica de los animales. La obra naturalista de Perrault se encuadra en la filosofía cartesiana, muy extendida en la época según la cual, los animales podían ser considerados como máquinas y sus órganos como las piezas cuyo engranaje explicaba las funciones vitales. No obstante, Perrault era un cristiano convencido, y se negó a aceptar que tal maquinaria pudiera ponerse en marcha en ausencia de un alma que le imprimiera movimiento.
- La abreviatura «Perrault» se emplea para indicar a Claude Perrault como autoridad en la descripción y clasificación científica de los vegetales.[1]